# Black Marlin
Pour les articles homonymes, voir Marlin.
Le MV Black Marlin est un navire transporteur de colis lourds de type semi-submersible, affrété par la compagnie néerlandaise Dockwise. C'est le navire-jumeau du Blue Marlin, mais il n'a pas subi les mêmes transformations. Il a été construit en novembre 1999 au chantier CSBC à Kaohsiung, Taïwan.
Il se distingue du Blue Marlin par la présence d'une seule cheminée sur tribord, permettant une plus grande longueur disponible sur bâbord. Il est possible de rajouter des « rallonges » latérales afin de charger une cargaison exceptionnellement large.

## Opérations notables
En janvier 2002, transport de la plate-forme pétrolière Rowan Gorilla VII à travers l'Atlantique, une des plus grandes plates-formes de forage.

## Caractéristiques techniques
- Longueur hors-tout : 217,8 m
- Largeur : 42 m
- Profondeur : 13,3 m
- Tirant d'eau : 10,11 m
- Tirant d'eau maximum en submersion : 23,3 m
- Port en lourd : 57 021 tonnes
- Espace de pont sans obstruction : 178,2 m de long
- Charge du pont : 27,5 tonnes/m2
- Moteur principal : MAN B&W 8S50MC-C, 8 cylindres, puissance de 12,64 MW à 127 tr/min.
- Propulseur d'étrave : Kawasaki de 2 MW de puissance.
- Vitesse de croisière : 13 nœuds
- Vitesse maximale : 14,5 nœuds
- Autonomie : 65 jours

## Sources
- Caractéristiques sur le site de Dockwise